# 台中市公車301路
台中市公車301路目前行駛自靜宜大學靜園餐廳到新光里（新福路），由統聯客運營運。為行駛於公車專用道的市公車路線。原為全臺灣唯一24小時營運的公車路線，自2015年7月8日起不再是24小時營運的公車路線，而原86路夜間行駛班次的路線編碼改為台中市公車326路並行駛慢車道，主要行駛於臺灣大道。

## 歷史
- 2011年9月1日：由83區間車變更為86路並延伸至東海別墅（東海別墅－新民高中），為24小時營運。
- 2014年4月1日：「中正原子街口」站更名為「臺灣大道原子街口」、「中正中華路口」站更名為「臺灣大道中華路口」、「中港民權路口」站更名為「臺灣大道民權路口」、「中港文心路口」站更名為「臺灣大道文心路口」、「中港玉門路口」站更名為「臺灣大道玉門路口」。
- 2014年6月30日：「中山醫院（臺灣大道）」站更名為「臺灣大道五權路口」。
- 2014年7月28日：調整部分行駛路段，原行駛臺灣大道一段改行駛民權路接建國路至臺中火車站，裁撤「茄苳腳」、「臺灣大道五權路口」、「臺灣大道原子街口」、「臺灣大道中華路口」、「仁愛醫院」、「第二市場（臺灣大道）」、「第一信用」、「彰化銀行（臺灣大道）」、「第一廣場」等站，增設「民權路口」、「臺中教育大學」、「民權中華路口」、「臺中醫院」、「臺中州廳」、「民權繼光街口」等站。[2]
- 2015年4月1日：東海別墅端點延駛至「龍井停車場」，並將路線名稱由（東海別墅－新民高中）更改為（龍井停車場－新民高中），延駛後途中增停「臺糖公營學苑」、「東海街口」、「坪頂」、「下坪頂」等站。
- 2015年6月7日：台中市政府交通局宣布86路未來編號將改為301路。[3] [4] [5] [6] [7] [8] [9]
- 2015年6月18日：台中市政府交通局公布台中市公車301路路線圖。[10]依據此路線圖，301路將行駛於優化公車專用道，原行使臺灣大道慢車道站牌將全數撤站，改停靠優化公車專用道的公車站（原臺中市快捷巴士藍線車站），及原行駛民權路路段改行駛臺灣大道一段到新民高中。
- 2015年7月8日：台中市公車86路正式將路線編碼更改為「台中市公車301路」。由龍井停車場端延駛至靜宜大學，並將路線名稱由「龍井停車場－新民高中」更改為「靜宜大學－新民高中」、調整發車時刻。但夜間行駛的編號將另編為「台中市公車326路」並行駛於臺灣大道的慢車道，因此301路行駛時段為早上且行駛公車專用道而326路行駛時段為夜間且行駛慢車道，為不同路權的路線。[11]
- 2016年10月29日：配合「臺中鐵路架化第二階段工程」，臺中火車站往新民高中方向站位暫時裁撤，並調整至「第一廣場」上下車。[12] [13] [14]
- 2017年7月1日：「市立殯儀館」更名為「北區運動中心」。[15]
- 2019年1月1日：「臺中火車站」站名更改為「臺中車站（臺灣大道）」。
- 2021年5月31日：「一心市場」更名為「三民錦新街口」。
- 2022年3月15日：本路線調整為靜宜大學靜園餐廳—新民高中,取消原端點「靜宜大學（專用道）」。往靜宜大學靜園餐廳方向加停「下晉江」，「靜宜大學（校門）」和「靜宜大學主顧樓」站。
- 2023年8月14日：本路線「靜宜大學靜園餐廳－新民高中」調整為「靜宜大學靜園餐廳－新光里(新福路)」。往新光里方向取消「干城站」，「臺中公園（雙十路）」，「中興堂」，「國立臺中科技大學」，「中友百貨」，「三民錦新街口」，「北區運動中心」和「新民高中（健行路）」站。並加停「臺中車站（C月台）」，「國軍英雄館」，「秀泰影城」，「第四市埸」「南京東自由路口」，「精武車站（精武路）」，「新光里 (中山路)」，「新福里(新福路)」和「新光里(新福路)」站。往靜宜大學方向取消「新民高中（健行路），「寶覺寺」，「新民高中（三民路）」，「新民錦新街口」，「中友百貨」，「國立臺中科技大學」，「中興堂」，「臺中公園（雙十路）」和「干城站」站，並加停「新光里(新福路)」，「新福里(新福路)」，「新光里 (中山路)」「精武車站（精武路）」，「南京東自由路口」，「第四市埸」「秀泰影城」和「國軍英雄館」站。並將路線名稱由（靜宜大學－新民高中）更改為（靜宜大學－新光里）

## 路線基本資料
全程行車里數約19.9公里，全程行車時間約1小時。往新光里（新福路）共34站，往靜宜大學靜園餐廳共37站。
本路線從靜宜大學靜園餐廳起，沿著臺灣大道、建國路、臺中車站、新民街、大智北路、南京路、精武路、中山路四段、新福路到新光里（新福路）。

### 時刻表
- 時刻表僅供參考，請以統聯客運網站公告為準。

| 臺中市公車301路平日時刻列表 | 臺中市公車301路平日時刻列表 | 臺中市公車301路平日時刻列表 | 臺中市公車301路平日時刻列表 |
| --------------------------- | --------------------------- | --------------------------- | --------------------------- |
| 靜宜大學靜園餐廳開時刻      | 靜宜大學靜園餐廳開備註      | 新光里（新福路）開時刻      | 新光里（新福路）開備註      |
| 08:00                       | -                           | 06:40                       | -                           |
| 08:45                       | -                           | 07:25                       | -                           |
| 09:45                       | -                           | 08:30                       | -                           |
| 09:55                       | -                           | 09:40                       | -                           |
| 10:15                       | -                           | 10:05                       | -                           |
| 10:40                       | -                           | 10:20                       | -                           |
| 11:00                       | -                           | 10:45                       | -                           |
| 11:25                       | -                           | 11:15                       | -                           |
| 11:40                       | -                           | 11:40                       | -                           |
| 12:10                       | -                           | 12:20                       | -                           |
| 12:50                       | -                           | 13:20                       | -                           |
| 13:40                       | -                           | 14:50                       | -                           |
| 14:40                       | -                           | 15:30                       | -                           |
| 15:30                       | -                           | 15:45                       | -                           |
| 16:10                       | -                           | 16:20                       | -                           |
| 16:30                       | -                           | 16:55                       | -                           |
| 17:00                       | -                           | 17:25                       | -                           |
| 17:15                       | -                           | 18:00                       | -                           |
| 17:50                       | -                           | 18:45                       | -                           |
| 18:00                       | -                           | 19:40                       | -                           |
| 18:55                       | -                           | 22:30                       | -                           |
| 20:10                       | -                           | -                           | -                           |
| 21:00                       | -                           | -                           | -                           |

| 臺中市公車301路例假日時刻列表 | 臺中市公車301路例假日時刻列表 | 臺中市公車301路例假日時刻列表 | 臺中市公車301路例假日時刻列表 |
| ----------------------------- | ----------------------------- | ----------------------------- | ----------------------------- |
| 靜宜大學靜園餐廳開時刻        | 靜宜大學靜園餐廳開備註        | 新光里（新福路）開時刻        | 新光里（新福路）開備註        |
| 06:10                         | -                             | 06:40                         | -                             |
| 07:15                         | -                             | 07:25                         | -                             |
| 08:10                         | -                             | 07:40                         | -                             |
| 08:45                         | -                             | 08:30                         | -                             |
| 09:45                         | -                             | 08:45                         | -                             |
| 09:55                         | -                             | 09:40                         | -                             |
| 10:40                         | -                             | 10:05                         | -                             |
| 11:00                         | -                             | 10:20                         | -                             |
| 11:25                         | -                             | 10:45                         | -                             |
| 11:40                         | -                             | 11:15                         | -                             |
| 12:10                         | -                             | 12:20                         | -                             |
| 13:40                         | -                             | 13:20                         | -                             |
| 14:40                         | -                             | 14:50                         | -                             |
| 15:30                         | -                             | 15:30                         | -                             |
| 16:10                         | -                             | 16:20                         | -                             |
| 16:30                         | -                             | 16:55                         | -                             |
| 17:00                         | -                             | 17:25                         | -                             |
| 17:15                         | -                             | 18:00                         | -                             |
| 17:40                         | -                             | 18:45                         | -                             |
| 18:00                         | -                             | 19:30                         | -                             |
| 18:55                         | -                             | 22:30                         | -                             |
| 20:10                         | -                             | -                             | -                             |
| 21:00                         | -                             | -                             | -                             |

### 收費
- 依里程計費；刷電子票證10公里免費。
- 里程計費說明：
  - 基本里程：8公里。
  - 基本里程票價全票20元、半票11元。
  - 超過基本里程（8公里）計費方式：
    - 全票=[2.431 x 搭乘里程數x (1+5%營業稅)] （四捨五入）
    - 半票=[2.431 x 搭乘里程數x (1+5%營業稅)] x 50% （四捨五入）

  - 兒童、老人、身心障礙者及其陪伴者依規定半票收費。

### 停站
參見右側站牌及下方路線圖，藍色路段為行駛優化公車專用道。
- 設有公車專用道的候車站（原臺中BRT藍線車站）每站皆停且無須按下車鈴及招手攔車，其他停靠站須按下車鈴及招手攔車才會停靠該站。
- 右側路線圖中站牌名稱前帶有表示該站為公車專用道候車站，帶有②表示該站僅有往靜宜大學方向設置公車專用道候車站。
- 參見右側路線圖。

## 圖片集

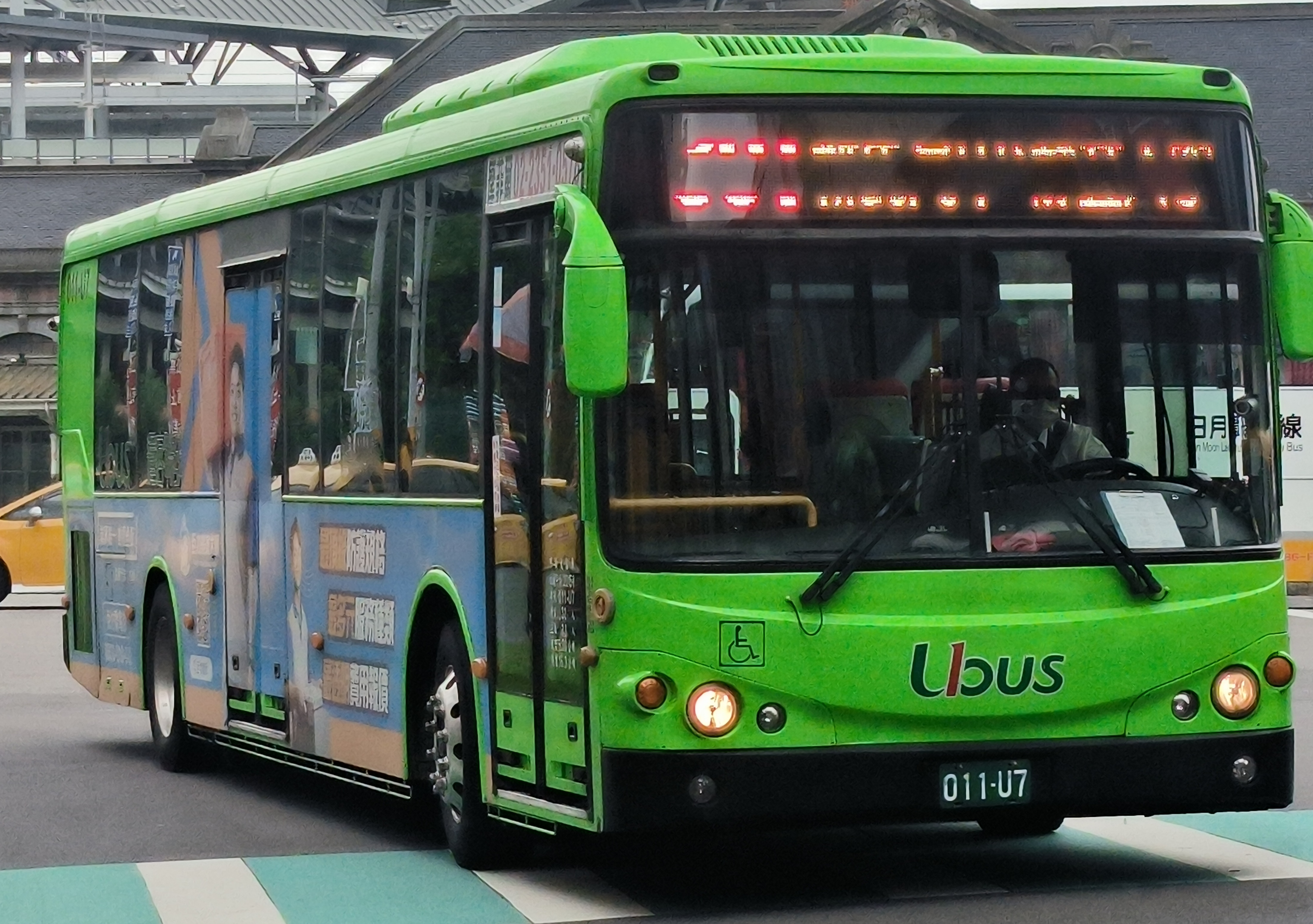
歷史車輛